# Kalanchoe
Kalanchoe (també escrit Kalanchöe o Kalanchoë) (pronunciat /kalaŋko.e/) és un gènere de plantes amb flor de la família Crassulàcia amb unes 125 espècies de plantes amb flors tropicals de fulla suculenta. Majoritàriament són natives del Vell Món, però algunes espècies han estat introduïdes a Amèrica. Són plantes o bé perennes o bé arbusts, amb unes poques excepcions annuals o biennals. L'espècie més grossa és la Kalanchoe beharensis de Madagascar, que pot assolir els 6 m d'alçada, però les Kalanchloe acostumen a fer menys d'un metre. Els membres d'aquest gènere s'especialitzen a obrir les flors fent créixer cèl·lules noves en la superfície interior dels pètals per obrir-los, i en la part exterior per tancar-los.
El gènere fou descrit per primer cop pel botànic Michel Adanson l'any 1763. L'origen etimològic del nom podria ser del nom xinès d'una de les espècies, que podria haver estat la Kalanchoe ceratophylla o la Kalanchoe spathulata, però també es creu que prové de la paraula cantonesa "Kalan Chauhuy", 伽藍菜 que significa 'allò que cau i creix'. També és possible que provingui de les antigues paraules hindi "kalanka" = rovell i "chaya" = brillantor, referint-se a les fulles brillants i a vegades vermelles de l'espècie de l'Índia K. laciniata.
Hi ha molta discussió a l'entorn de si els gèneres Bryophyllum, descrit per Salisbury el 1806, i el Kitchingia creat per Baker el 1881, formen part del gènere Kalanchoe, o si en canvi són gèneres diferents. Els darrers estudis conclouen que tots tres configuren un sol gènere Kalanchoe dividit en tres seccions: Bryophyllum, Kalanchoe i Kitchingia.

## Cultiu i usos
Es cultiven com a plantes ornamentals d'interior o com a plantes per jardins rocosos. Són populars a causa de la seva facilitat de reproducció, requeriments baixos d'aigua i una àmplia varietat de flors de colors que creixen, agrupades, molt per sobre del creixement vegetatiu. La secció Bryophyllum -antigament un gènere independent- conté espècies com la Kalanchoe pinnata; en aquest gènere, les noves plantes es desenvolupen com a bulbils o gemmes indentats en les fulles. Aquestes noves plantes normalment cauen i arrelen en el sòl. No es coneixen plantes mascles en cap espècie d'aquest gènere que floreixin i produeixin llavors, pel que és anomenada "Mare de Milers". La Kalanchoe és l'aliment de les erugues de la papallona "Red Pierrot"; la papallona pon els ous en la fulla i l'eruga, quan neix, entra a la fulla i se la menja des del dedins.

## Toxicitat i medicina tradicional
En comú amb altres crassulàcies (com els gèneres Tylecodon, Cotyledon i Adromischus), algunes espècies de Kalanchoe poden contenir glucòsids cardíacs bufadienolides
 que poden causar un emmetzimament especialment en animals de pastura. Aquest tret ha esdevingut un problema particular en l'àrea nativa de moltes espècies de Kalanchoe en la regió sud-africana de Karoo, on ha originat la malaltia animal que allí s'hi anomena krimpsiekte o cotiledonosi. Enverinaments similars han ocorregut a Austràlia.
En la medicina tradicional, les espècies de Kalanchoe s'han utilitzat per al tractament de mals com infeccions, reumatisme i inflamació, i és sabut que extractes de la planta Kalanchoe tenen efectes Immunosupressors. La Kalanchoe pinnata es fa servir a Trinidad i Tobago com a tractament tradicional per a la hipertensió. Hom ha isolat diversos compostos bufadienolides d'espècies de Kalanchoe, 5
 de la Kalanchoe daigremontiana. Dos d'aquests, els daigremontianina i bersaldegenina 1,3,5-orthoacetat, s'ha provat que produeixen efectes sedatius. També tenen importants efectes inotròpics associats amb glicosids cardíacs, i en dosis més grans produeixen un efecte creixent en el sistema nerviós central. Alguns dels compostos bufadienolides extrets de Kalanchoe pinnata són el "briofilina A", amb una important activitat de promoció anti-tumoral, i els menys actius "bersaldegenina-3-acetata" i "briofilina C" (aquest darrer també té activitat insecticida).

## Espècies (selecció)
| - Kalanchoe adelae Raym.-Hamet - Kalanchoe albiflora H.M.L.Forbes - Kalanchoe aleurodes Stearn - Kalanchoe aliciae Raym.-Hamet - Kalanchoe alternans (Vahl) Persoon - Kalanchoe alticola Compton - Kalanchoe amplexicaulis F.Heyne - Kalanchoe arborescens Humbert - Kalanchoe aromatica H.Perrier - Kalanchoe beauverdii Raym.-Hamet - Kalanchoe beharensis Drake - Kalanchoe bentii C.H.Wright ex Hook f. - Kalanchoe blossfeldiana Poelln. - Kalanchoe boranae E.Raadts - Kalanchoe bouvetii Raym.-Hamet i H.Perrier - Kalanchoe brachyloba Welw. ex Britten - Kalanchoe bracteata Scott-Elliott - Kalanchoe campanulata (Baker) Baill. - Kalanchoe ceratophylla Haw. - Kalanchoe crenata (Andrews) Haw. - Kalanchoe crundallii I.Verd. - Kalanchoe cuisini De Wild. i T.Durand - Kalanchoe daigremontiana Raym.-Hamet i H.Perrier - Kalanchoe deficiens Asch. i Schweinf. - Kalanchoe densiflora Rolfe - Kalanchoe delagoensis Eckl. & Zeyh. | - Kalanchoe dinklagei Rauh - Kalanchoe dyeri N.E.Br. - Kalanchoe elizae A.Berger. - Kalanchoe eriophylla Hils. i Bojer ex Tul. - Kalanchoe farinacea Balf.f. - Kalanchoe fedtschenkoi Raym.-Hamet i H.Perrier - Kalanchoe figuereidoi Croizat - Kalanchoe flammea Stapf - Kalanchoe gastonis-bonnieri Raym.-Hamet i H.Perrier - Kalanchoe glaucescens Britten - Kalanchoe globulifera H.Perrier - Kalanchoe gracilipes Baill. - Kalanchoe grandidieri Baill. - Kalanchoe grandiflora A.Rich. - Kalanchoe grandiflora Wight & Arnott. - Kalanchoe heterophylla Wight i Arn. - Kalanchoe hildebrandtii Baill. - Kalanchoe humilis Britten - Kalanchoe jongmansii Raym.-Hamet i H.Perrier - Kalanchoe laciniata (L.) DC. - Kalanchoe lanceolata (Forssk.) Pers. - Kalanchoe lateritia Engl. - Kalanchoe laxiflora Baker - Kalanchoe lentiginosa Cufod. - Kalanchoe linearifolia Drake - Kalanchoe lindmanii Raym.-Hamet | - Kalanchoe longiflora Schltr. - Kalanchoe longifolia E.T.Geddes - Kalanchoe luciae Raym.-Hamet - Kalanchoe macrochlamys H.Perrier - Kalanchoe manginii Raym.-Hamet i H.Perrier - Kalanchoe marinellii Pamp. - Kalanchoe marmorata Baker - Kalanchoe marnieriana H.Jacobsen - Kalanchoe migiurtinorum Cufod. - Kalanchoe millotii Raym.-Hamet i H.Perrier - Kalanchoe miniata Hils. & Bojer ex Tul. - Kalanchoe modesta Kotschy i Peyr. - Kalanchoe nyikae Engl. - Kalanchoe obtusa Engl. - Kalanchoe olivacea Dalzell - Kalanchoe orgyalis Baker - Kalanchoe paniculata Harv. - Kalanchoe pareikiana Desc. i Lavranos - Kalanchoe peltata Baill. - Kalanchoe petitiaesii Rich. ex Jacques - Kalanchoe petitiana A.Rich. - Kalanchoe pinnata (Lam.) Pers. - Kalanchoe platysepala Welw. ex Britten - Kalanchoe porphyrocalyx Baill. - Kalanchoe prittwitzii Engl. - Kalanchoe prolifera (Bowie ex Hook.) Raym.-Hamet | - Kalanchoe pubescens R.Br. ex Oliv. - Kalanchoe pumila Baker - Kalanchoe pyramidalis Schönland - Kalanchoe quartiniana A.Rich. - Kalanchoe rhombopilosa Mannoni i Boiteau - Kalanchoe robusta Balf.f. - Kalanchoe rolandi-bonapartei Raym.-Hamet i H.Perrier - Kalanchoe rosei Raym.-Hamet i H.Perrier - Kalanchoe rotundifolia Haw. - Kalanchoe rubinea Toelken - Kalanchoe schimperiana A.Rich. - Kalanchoe schizophylla Baill. i H.Perrier - Kalanchoe serrata Mannoni & Boiteau - Kalanchoe sexangularis N.E.Br. - Kalanchoe spathulata DC. - Kalanchoe streptantha Baker - Kalanchoe suarezensis H.Perrier - Kalanchoe synsepala Baker - Kalanchoe tetraphylla H.Perrier - Kalanchoe thyrsiflora Harv. - Kalanchoe tomentosa Baker - Kalanchoe tuberosa H.Perrier - Kalanchoe tubiflora Raym.-Hamet - Kalanchoe uniflora Raym.-Hamet - Kalanchoe velutina Welw. ex Oliver - Kalanchoe viguieri Raym.-Hamet i H.Perrier - Kalanchoe welwitschii Britten |

## Galeria d'imatges

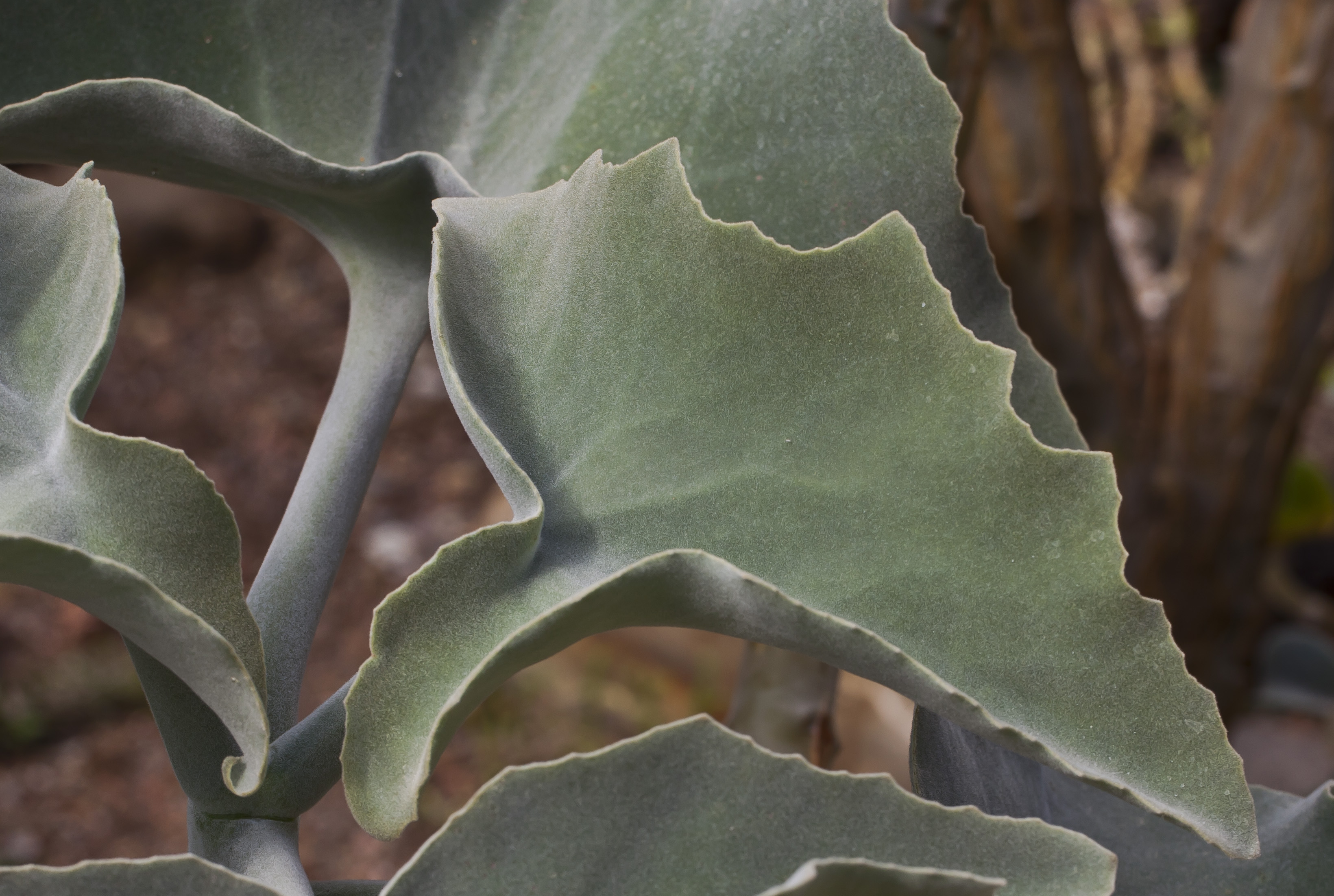
K. beharensis
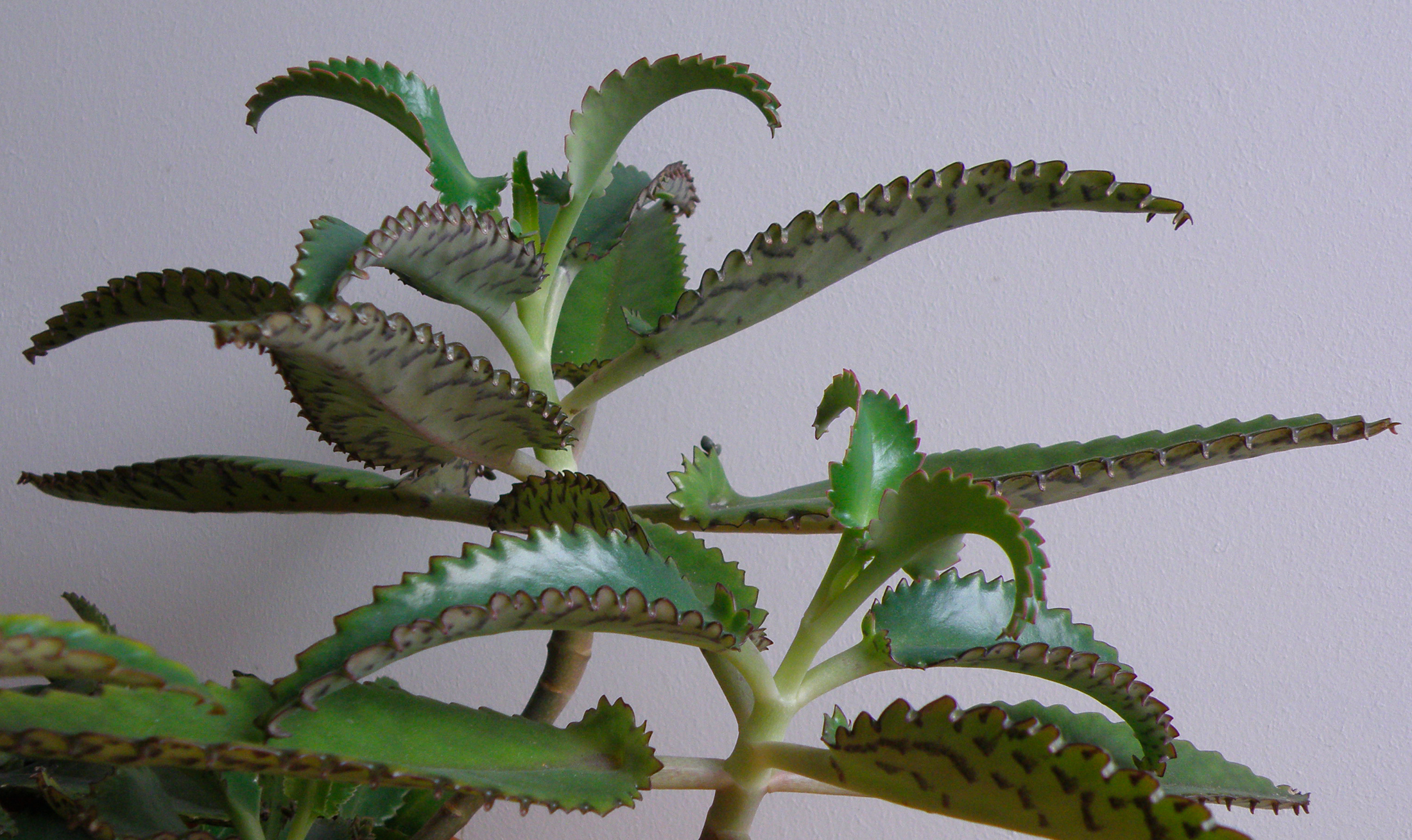
K. daigremontiana
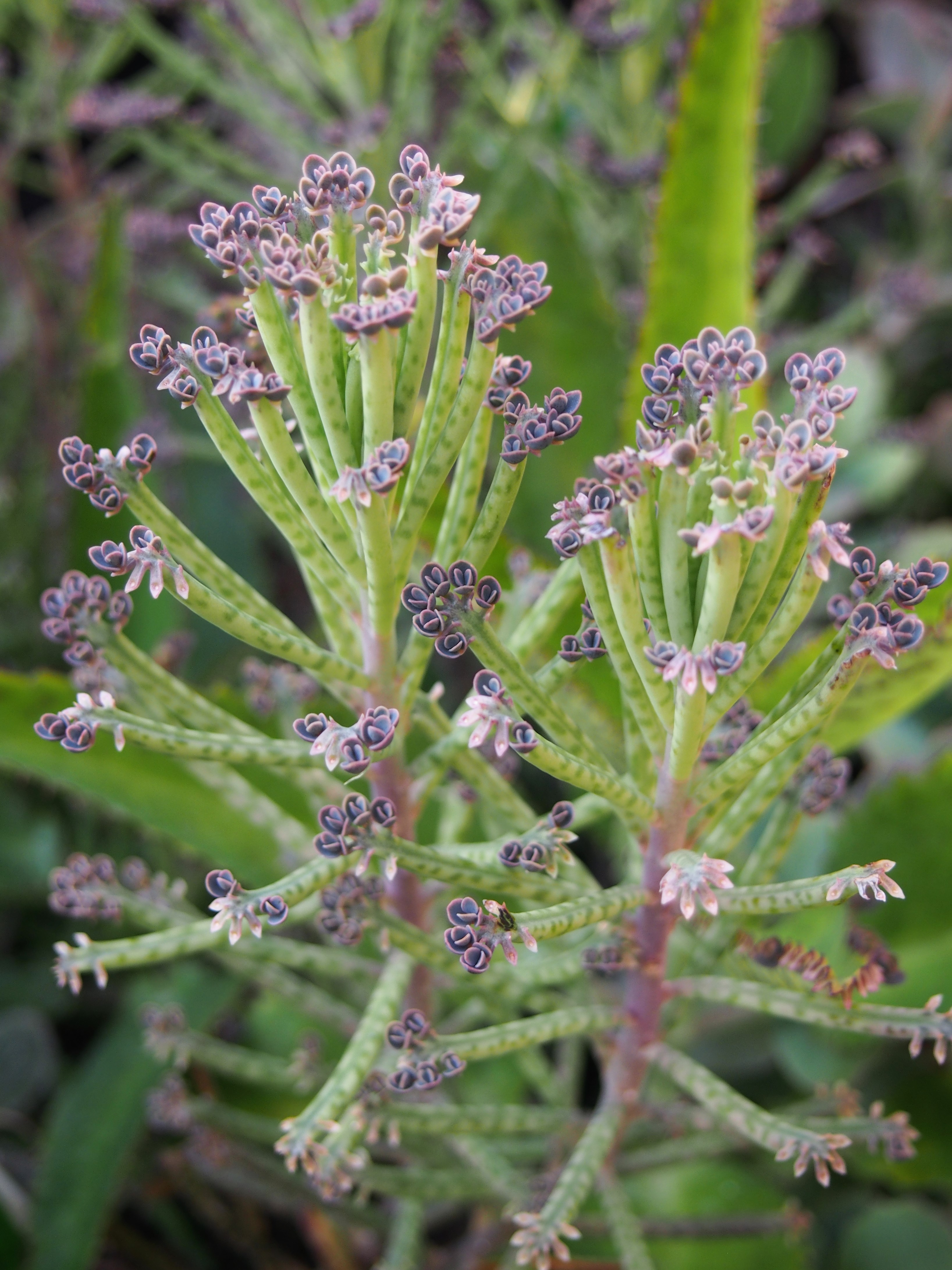
K. delagoensis
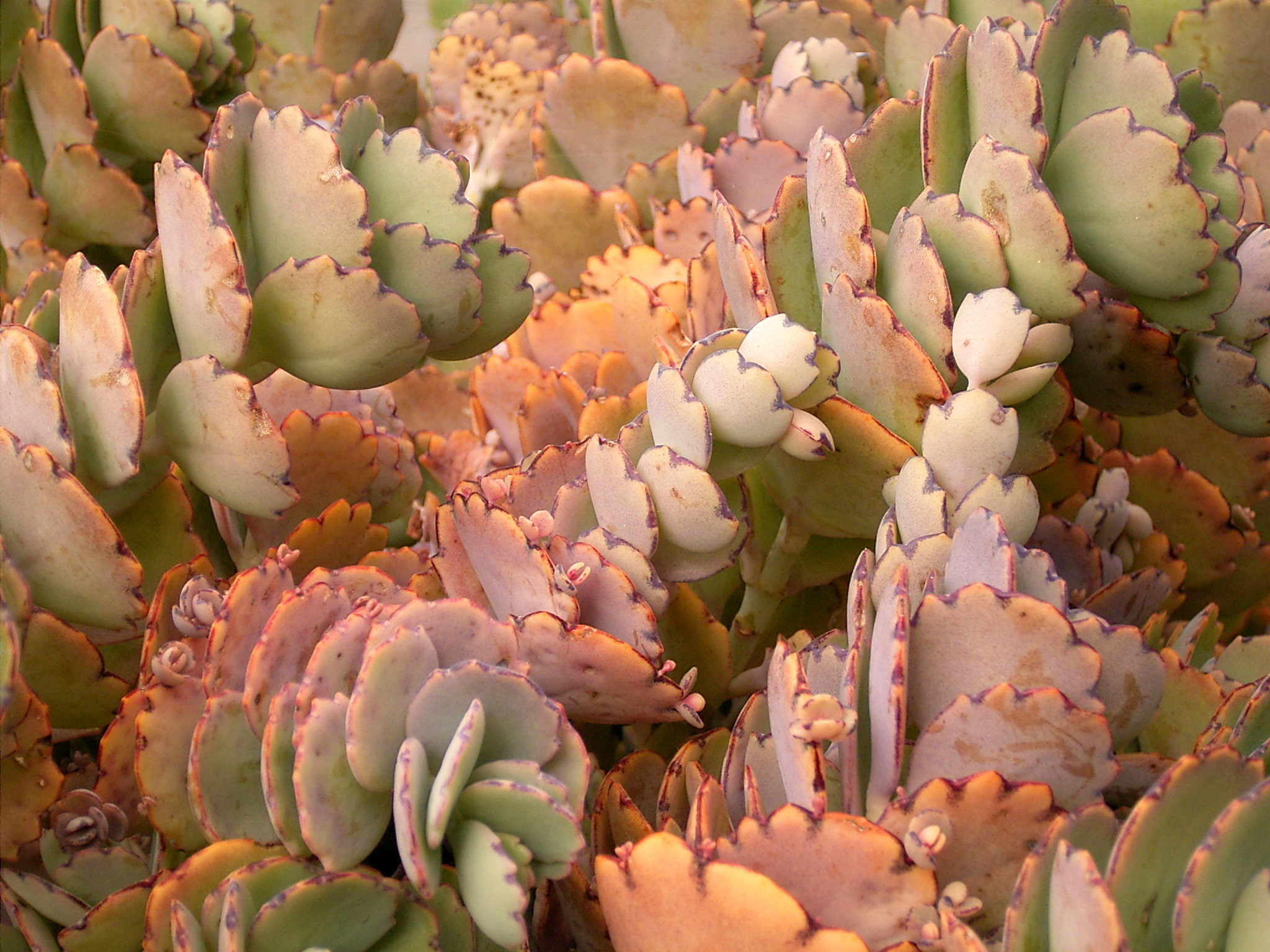
K. fedtschenkoi
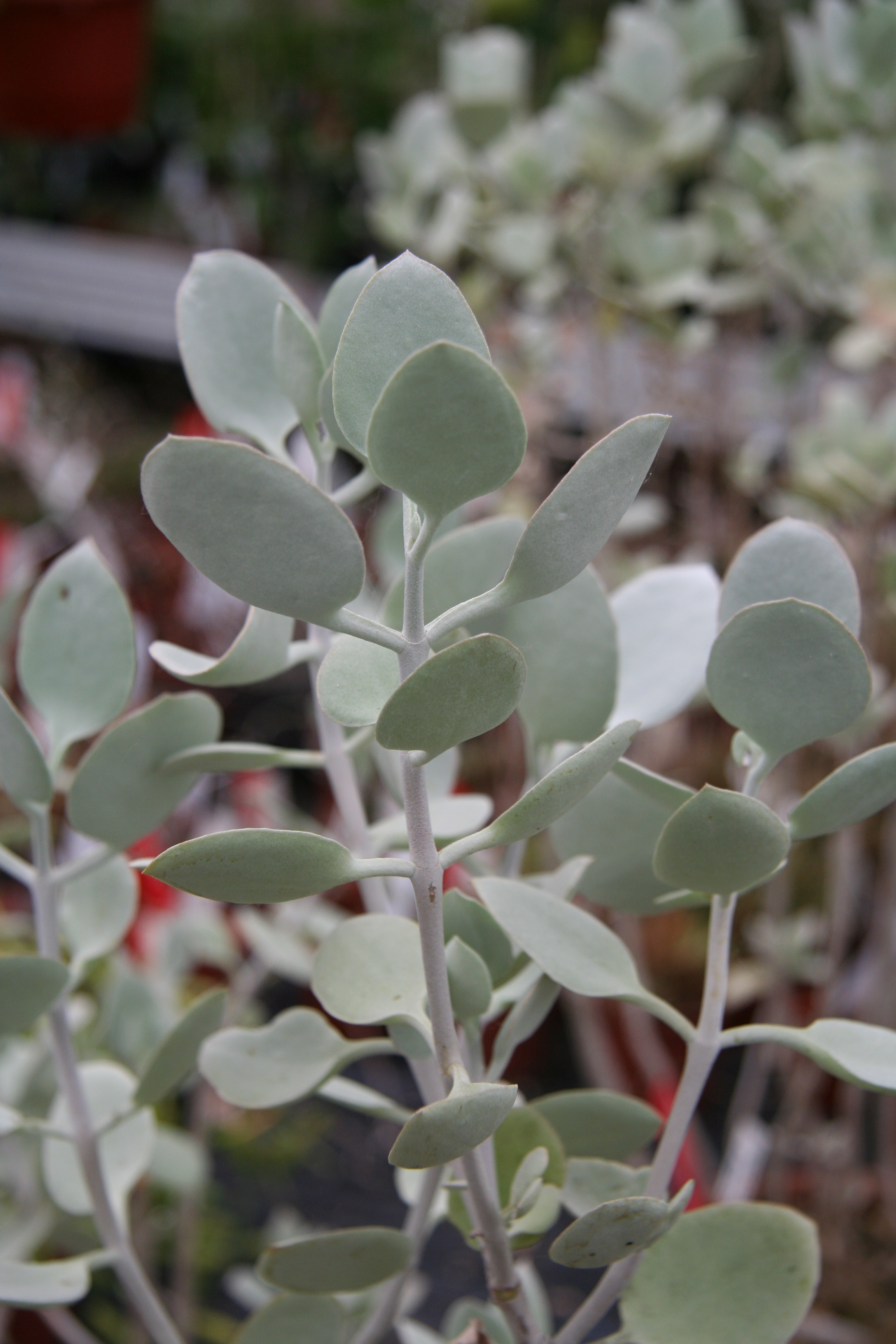
K. hildebrandtii
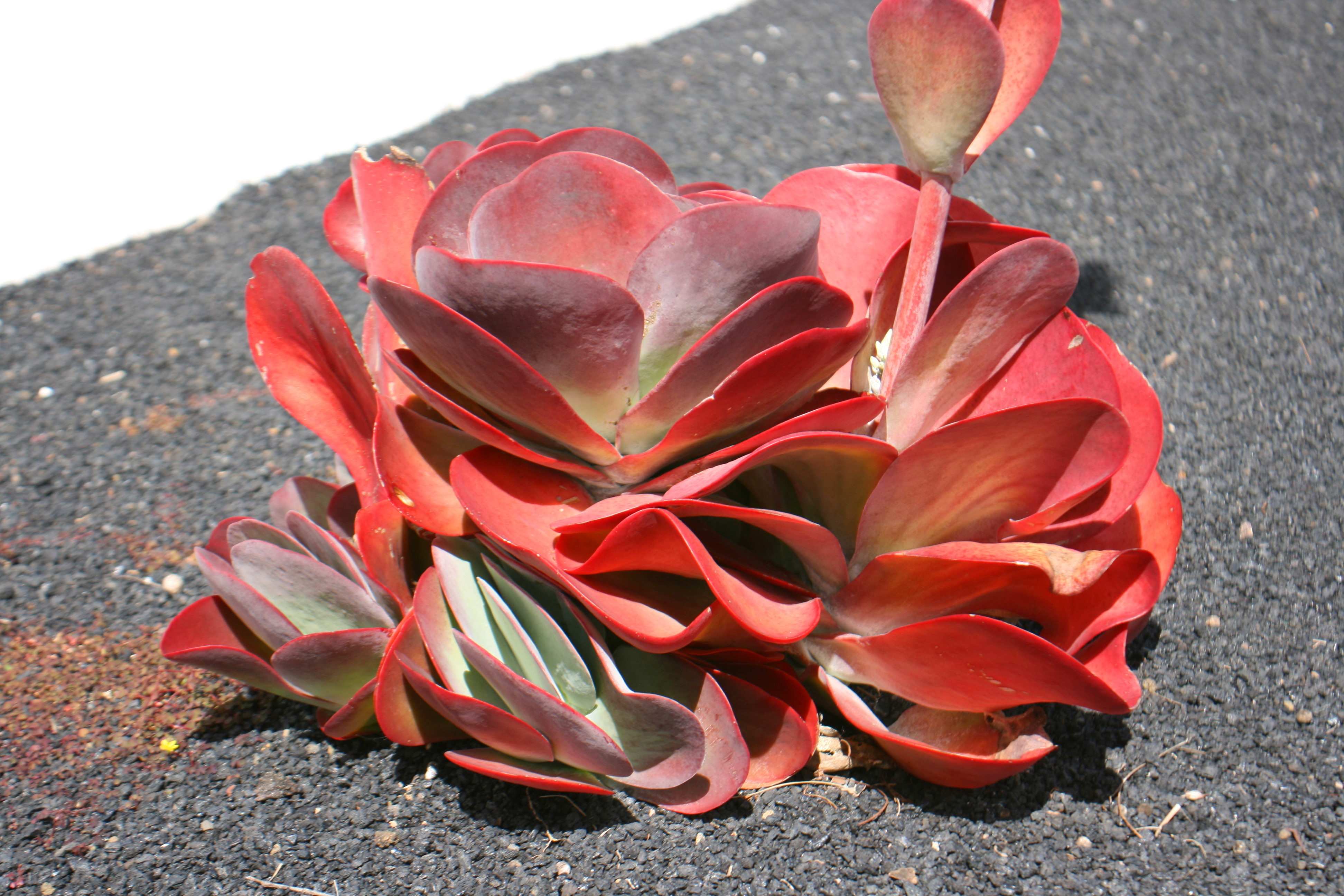
K. luciae
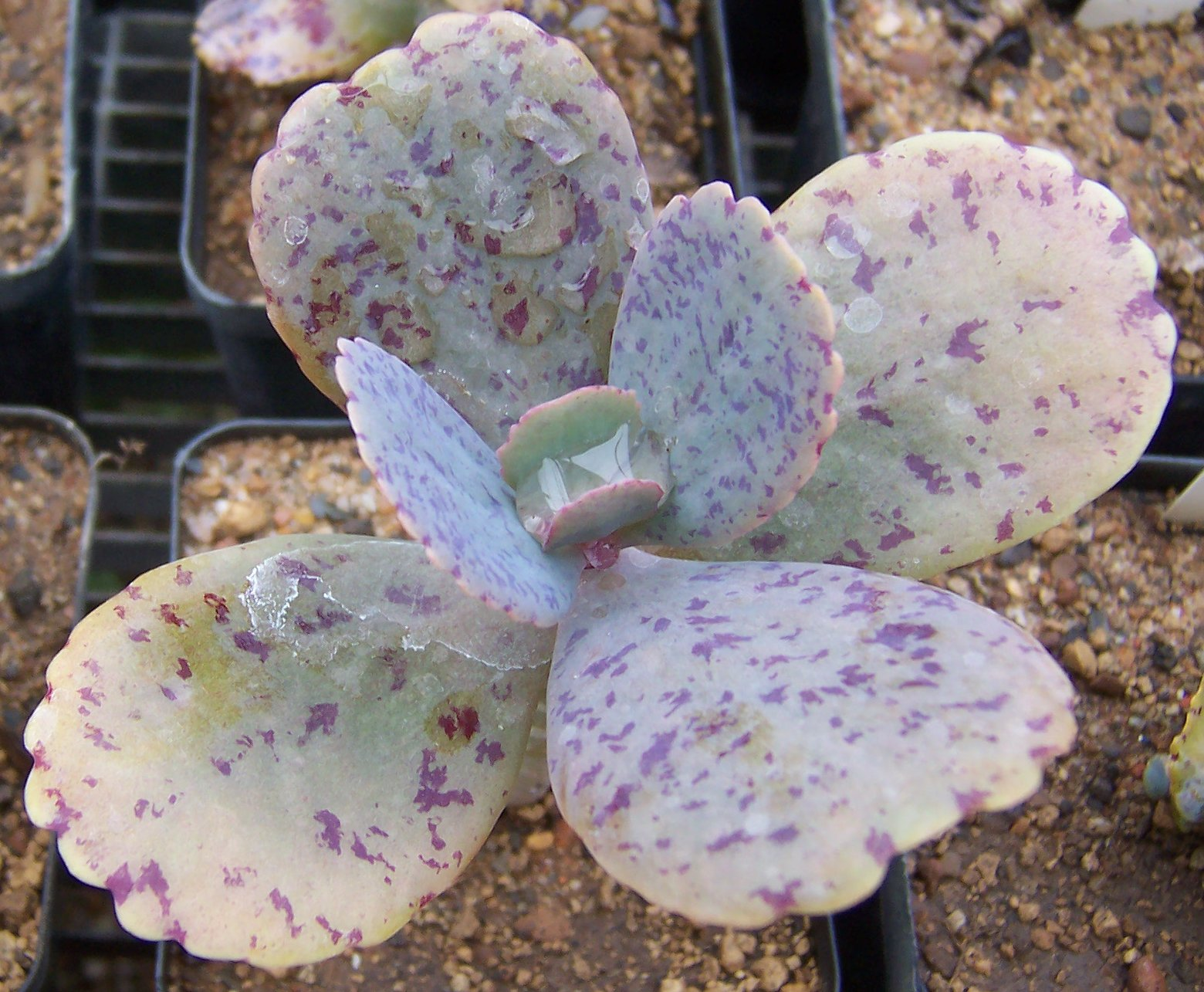
K. marmorata
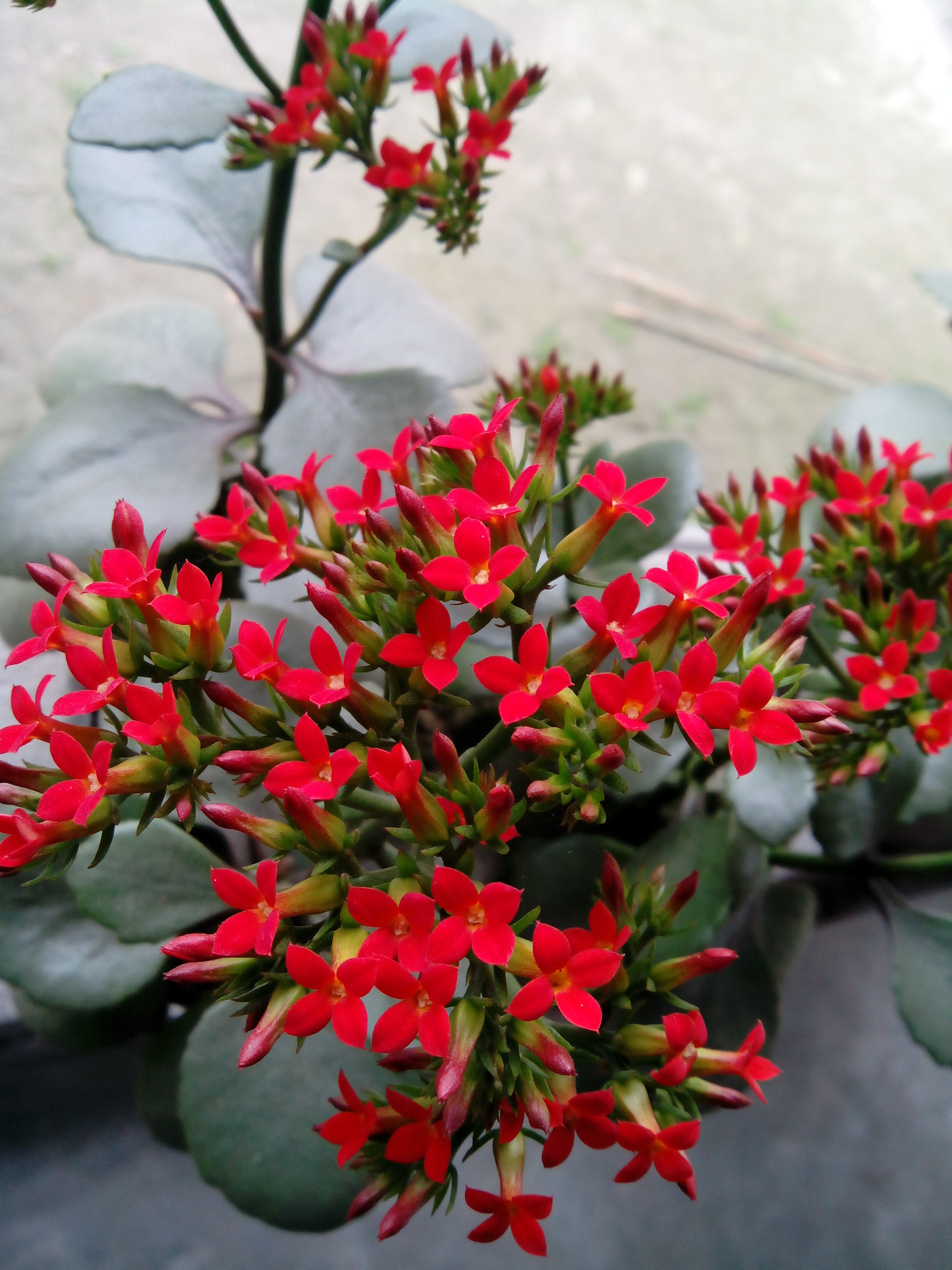
K. pinnata
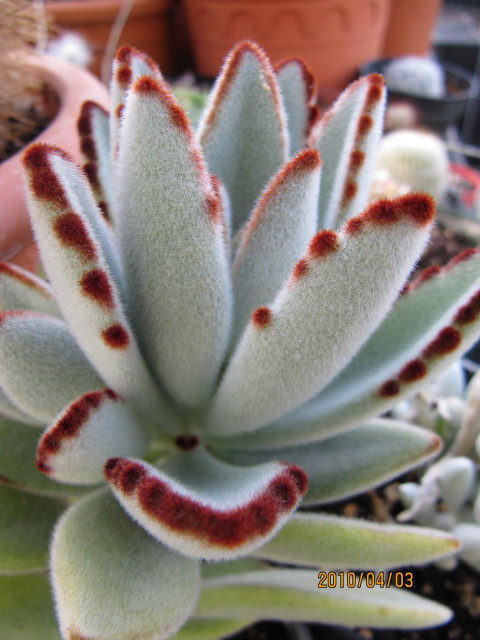
K. tomentosa